# ألان ويلزي (سياسي)
ألان ويلزي (بالإنجليزية: Alan Welsh)‏ هو سياسي أسترالي، ولد في 25 سبتمبر 1899. حزبياً، نشط في حزب العمال الأسترالي. وقد انتخب عضو مجلس نواب تسمانيا.